# Apostolska nunciatura na Mavriciusu
Apostolska nunciatura na Mavriciusu je diplomatsko prestavništvo (veleposlaništvo) Svetega sedeža na Mavriciusu.
Trenutni apostolski nuncij je Paolo Rocco Gualtieri.

## Seznam apostolskih nuncijev
- Michele Cecchini (1. marec 1969 - 18. junij 1976)
- Sergio Sebastiani (27. september 1976 - 8. januar 1985)
- Agostino Marchetto (31. avgust 1985 - 7. december 1990)
- Blasco Francisco Collaço (28. februar 1991 - 13. april 1996)
- Adriano Bernardini (15. junij 1996 - 24. julij 1999)
- Bruno Musarò (25. september 1999 - 10. februar 2004)
- Augustine Kasujja (9. junij 2004 - 2. februar 2010)
- Eugene Martin Nugent (13. marec 2010 - 10. januar 2015)
- Paolo Rocco Gualtieri (24. oktober 2015 - danes)